# یواس‌اس کراسلی (ای‌پی‌دی-۸۷)
یواس‌اس کراسلی (ای‌پی‌دی-۸۷) (به انگلیسی: USS Crosley (APD-87)) یک کشتی بود که طول آن ۳۰۶ فوت (۹۳ متر) بود. این کشتی در سال ۱۹۴۴ ساخته شد.